# Coelioxys bulbosa
Coelioxys bulbosa är en biart som beskrevs av Pasteels 1985. Coelioxys bulbosa ingår i släktet kägelbin, och familjen buksamlarbin. Inga underarter finns listade i Catalogue of Life.